# مطمور
تأسست قرية مطمور أثناء الحقبة الاستعمارية في سنة 1879 على أساس الاستغلال المباشر للأراضي الزراعية وكان يقطنها أغلبية من المعمرين تقدر ب 220 نسمة حوالي 20 بيت وكنيسة تم افتتاحها سنة 1901 (حولت بعد الاستقلال إلى مسجد الذي تم هدمه مؤخرا) وعلى ثكنة عسكرية (تم تحويلها إلى مكتب المجاهدين حاليا) ومدرسة ابتدائية، في حين كان السكان الأصليين يقطنون في الدواوير المجاورة لها، وكانت تابعة لبلدية زلاقة
وفي سنة 1957 تم إنشاء دار البلدية
_الموقع الجغرافي بالنسبة للولاية:
تقع بلدية مطمور في جنوب بلدية معسكر (مقر الولاية) يحدها شمالا بلدية معسكر وجنوبا كل من بلدية سيدي بوسعيد وبلدية سيدي قادة وغربا كل من بلدية غريس وفروحة وشرقا بلدية ماوسة.
_المساحة:
تتربع بلدية مطمور على مساحة جغرافية تقدر ب: 49 كلم2.
_الطابع الاقتصادي:
بلدية مطمور بلدية ذات طابع فلاحي منها 3.900 هكتار صالحة للزراعة منها 1.172 هكتار مسقي، تمتاز بلدية مطمور بزراعة مختلف المحاصيل منها القمح اللين والصلب والشعير والبصل والبطاطا ومختلف الفواكه والكروم والبقول الجافة
- التربية والتعليم:
ثـانـويـة، 12 مدرسة ابتدائية، 03متــوسطات
_الصحة العمومية:
مركز متعدد الخدمات بمطمور وسط.
قاعة علاج بالمجمع السكني الثانوي بزلاقة.
قاعة علاج بدوار أولاد غنوا.
قاعة علاج بدوار أولاد الكبير.
04صيدليات تابعة للقطاع الخاص.
07أطباء طب عام (خواص).
03 أطباء جراحة أسنان (02 قطاع خاص-01 قطاع عام)
-قطاع البريد:
مركز بريد بلدية مطمور وسط.
مركز بريد بالمجمع السكني الثانوي بزلاقة.
_الشباب والرياضة:
-تتوفر بلدية مطمور في مجال الشباب والرياضة على مركز ثقافي بحري الهاشمي بمطمور مركز مجهز بكامل التجهيزات منها الإعلام الآلي، شبكة الأنترنت ومكتبة.
-كما تتوفر البلدية أيضا على مكتبة بختي بلعيد.
-تتوفر بلدية مطمور على ملعب بلدي لكرة القدم غير مهيأ وفي وسطه ملعب جواري صغير باعتبار أنه المتنفس الوحيد لنشاط الشباب.
-وتتوفر على قاعة لحمل الاثقال وقاعة أخرى للكيك بوكسينغ.
-الحركة الجمعوية:
تتوفر بلدية مطمور على جمعيات ذات طابع ديني- طابع رياضي- طابع اجتماعي.
مطمور بلدية تابعة لدائرة غريس بولاية معسكر تقع بين غريس وماوسة يقطنها حوالي 19000 نسمة